# Son of a Gun (I Betcha Think This Song Is About You)
Singles de Janet Jackson
"Someone to Call My Lover"
(2001) "Feel It Boy"
(2002)
Son of a Gun (I Betcha Think This Song Is About You) est une chanson de Janet Jackson, en duo avec Carly Simon et avec Missy Elliott pour le remix officiel. Il s'agit du troisième single extrait de l'album All for You. La chanson a été écrite et produite par Janet Jackson, Jimmy Jam et Terry Lewis. Elle est basée sur un sample de "You're So Vain" de Carly Simon, sortie en 1972. Carly Simon a écrit les parties parlées de la chanson.

## Informations
Comme You're So Vain, Son of a Gun (I Betcha Think This Song Is About You) a généré des spéculations au sujet de l'identité de l'homme évoqué dans la chanson. D'après certains fans, il s'agirait de l'ex-mari de Janet Jackson, René Elizondo, Jr.. Carly Simon avait déclenché une controverse similaire lors de la sortie de You're So Vain après avoir épouse James Taylor. L'homme évoqué dans la chanson pourrait être, entre autres, Mick Jagger ou Warren Beatty. Ni Simon ni Jackson n'ont confirmé l'identité de l'homme.
La chanson a été remixée pour la sortie en single, avec la participation de Missy Elliott et P. Diddy. Elle a atteint la 28e place aux États-Unis, devenant le treizième single de Janet Jackson à atteindre le top 40 et son premier à ne pas atteindre le top 10 du Billboard Hot 100 depuis The Pleasure Principle, en 1987.
Cette chanson n'a été interprétée que lors du All for You Tour.

## Naissance de la chanson
« Si vous essayez d'imaginer la chanson sans la voix de Carly-chose difficile, car elle est géniale-vous obtenez la chanson originale. Lorsque je l'ai contactée afin d'avoir son approbation, elle souhaitait juste répéter les paroles originales de sa chanson tout au long du titre. Je lui ai répondu: "Oui, je suis sûre qu'on peut faire ça. Ça ira très bien." Elle a ajouté: "J'aimerais juste une ligne ou deux. Si vous ne voulez pas les utiliser, ce n'est pas un problème." Et Carly a écrit une chanson entière. Ça nous a tellement plu que nous avons décidé de marier les deux, et ça a très bien fonctionné. Tandis que j'accompagnais ce qu'elle chantait, elle accompagnait ce que je chantais et c'est devenu un duo. »

— Janet Jackson, Yahoo! Music

« Mon avocat m'a contacté pour me dire que Janet avait enregistré une chanson qu'elle allait appeler "Son of a Gun". Elle avait besoin de mon autorisation pour utiliser le sample de ma chanson. J'ai demandé à ce qu'elle m'appelle, et elle l'a fait le soir-même. Elle n'aurait pas pu être plus sympathique. Je lui ai dit que je préférais ré-enregistrer tout ce qui pouvait être samplé. Jimmy Jam m'a envoyé la maquette et j'ai enregistré la mienne. Le rap m'est venu spontanément et je ne pensais pas qu'ils allaient l'utiliser. Mais il l'ont fait et j'en suis très heureuse. »

— Carly Simon, carlysimon.com

## Vidéoclip
Pour le clip réalisé par Francis Lawrence en septembre 2001, c'est le Flyte Tyme Remix de la chanson qui a été utilisé. Tourné à l'hôtel Millennium Biltmore de Downtown Los Angeles, le clip évoque le thème des morts-vivants et de l'occulte. Janet Jackson y interprète une femme en colère contre un homme interprété par Jerell Scott dans un hôtel abandonné. Elle est aidée de Missy Elliott et d'une armée de femmes zombies. Elle est aperçue en train d'avaler une araignée, briser des cruches d'eau avec une batte de baseball et provoquer un homme en utilisant la télékinésie. Carly Simon n'apparait pas dans le clip mais elle sera présente sur les écrans du All for You lors de l'ouverture de la chanson. Le clip figure sur la compilation From janet. to Damita Jo: The Videos. Il existe également une vidéo pour le remix de P. Diddy, incluant des plans du rappeur dans le clip original.

## Supports
| Vinyle Europe (VUST 232) A1. P. Diddy Extended Remix featuring Missy Elliott and P. Diddy) – 7:59 A2. Route 80 Remix featuring Missy Elliott) – 4:09 B1. Cottonbelly Dub) – 5:27 B2. The Original Flyte Tyme Remix featuring Missy Elliott) – 4:13 Maxi CD Europe (VUSCDF 232) 1. The Original Flyte Tyme Remix featuring Missy Elliott) – 4:13 2. P. Diddy Remix featuring Missy Elliott and P. Diddy) – 5:01 3. Cottonbelly Remix) – 5:31 4. Rock Remix featuring Missy Elliott) – 4:10 5. Album Version) – 5:56 Vinyle promo Royaume-Uni (VUSTDJ 232) A1. The Original Flyte Tyme Remix featuring Missy Elliott) – 4:13 A2. Rock Remix featuring Missy Elliott) – 4:10 B1. P. Diddy Extended Remix featuring Missy Elliott and P. Diddy) – 7:59 B2. Route 80 Remix featuring Missy Elliott) – 4:09 Vinyle promo Royaume-Uni (VUSTDJX 232) A. Cottonbelly Remix) – 5:25 B. Cottonbelly Dub) – 5:27 CD promo Royaume-Uni (VUSCDJ232) 1. The Original Flyte Tyme Remix featuring Missy Elliott) – 4:13 2. Radio Edit) – 4:00 CD Royaume-Uni (VUSCD232) 1. The Original Flyte Tyme Remix featuring Missy Elliott) – 4:13 2. P. Diddy Extended Remix featuring Missy Elliott and P. Diddy) – 7:59 3. Route 80 Remix featuring Missy Elliott) – 4:09 Vinyle promo États-Unis (304 594) A1. Al B. Rich Son of a Club Edit) (Clean) – 7:01 A2. Al B. Rich Radio Edit) (Clean) – 4:00 B1. Al B. Rich Son of a Club Mix) (Dirty) – 9:41 B2. Al B. Rich Tribe-A-Pella) (Dirty) – 4:30 | Double-vinyle promo États-Unis (SPRO-16497) A1. P. Diddy Extended Version - Edited featuring Missy Elliott and P. Diddy) – 7:59 A2. Rock Remix featuring Missy Elliott) – 4:10 B1. The Original Flyte Time Remix Video Version featuring Missy Elliott) – 4:13 B2. Route 80 Remix featuring Missy Elliott) – 4:09 B3. Route 80 Instrumental) – 4:10 C1. P. Diddy Instrumental) – 4:54 C2. The Original Flyte Time Remix Instrumental) – 4:10 C3. Rock Remix) – 4:10 D1. Album Version - Edited) – 4:03 D2. Cottonbelly Remix) – 5:31 Vinyle États-Unis (7243 5 46171 1 9) A1. P. Diddy Super Extended Remix Edited featuring Missy Elliott and P. Diddy) – 7:59 A2. The Original Flyte Time Remix Video Version featuring Missy Elliott) – 4:13 B1. Rock Remix featuring Missy Elliott) – 4:10 B2. P. Diddy Super Extended Instrumental) – 7:55 CD promo États-Unis (DPRO-16483) 1. P. Diddy Remix Radio Edit featuring Missy Elliott and P. Diddy) – 4:26 2. The Original Flyte Time Remix Video Version featuring Missy Elliott) – 4:13 3. Rock Remix featuring Missy Elliott) – 4:10 4. Route 80 Remix featuring Missy Elliott) – 4:09 5. P. Diddy Super Extended Remix Edited featuring Missy Elliott and P. Diddy) – 7:59 6. Radio Edit) – 4:00 CD promo Japon (VJCP-12144) 1. The Original Flyte Tyme Remix featuring Missy Elliott) – 4:13 2. P. Diddy Remix featuring Missy Elliott and P. Diddy) – 5:01 3. Cottonbelly Remix) – 5:25 4. Rock Remix featuring Missy Elliott) – 4:10 5. Album Version) – 5:56 |

## Remixes officiels
La version album ne comporte que la voix de Carly Simon, tandis que la version diffusée en radio ("The Original Flyte Tyme Remix") inclut un rap inédit de Missy Elliott. Les autres remixes ("The Rockwilder Remix", "P. Diddy Remix"…) se basent sur "The Original Flyte Time Remix" et non sur la version album. Les remixes produits par P. Diddy ne contiennent plus les accords de la chanson originale.
- Album Version (Clean) – 5:56
- Album Version (Dirty) – 5:56
- Radio Edit (Clean) – 3:58 (also: Album Edit)
- The Original Flyte Tyme Remix featuring Missy Elliott (Clean) – 4:14 (also: Video Version)
- The Original Flyte Tyme Remix featuring Missy Elliott (Dirty) – 4:14
- The Original Flyte Tyme Remix Instrumental – 4:04
- P. Diddy Instrumental – 4:45
- P. Diddy Remix featuring Missy Elliott and P. Diddy (Clean) – 5:07
- P. Diddy Radio Remix featuring Missy Elliott and P. Diddy (Clean) – 4:26
- P. Diddy Radio Remix w/o Intro featuring Missy Elliott and P. Diddy (Dirty) – 4:20
- P. Diddy Super Extended Mix featuring Missy Elliott and P. Diddy (Clean) – 8:01
- P. Diddy Super Extended Mix featuring Missy Elliott and P. Diddy (Dirty) – 8:01
- P. Diddy Super Extended Mix Instrumental – 8:01
- Cottonbelly Remix – 5:31
- Cottonbelly Dub – 5:35
- Cottonbelly Extended Dance Mix – 6:35
- Al B. Rich Son of a Club Remix (Dirty) – 9:41
- Al B. Rich Son of a Club Edit (Clean) – 7:01
- Al B. Rich Radio Edit (Clean) – 4:00
- Al B. Rich Tribeapella (Dirty) – 4:30
- Al B. Rich Son of a Dub (Dirty) – 9:37
- Route 80 Remix featuring Missy Elliott (Clean) – 4:09
- Route 80 Remix featuring Missy Elliott (Dirty) – 4:09
- Route 80 Instrumental – 4:10
- Rock Remix featuring Missy Elliott (Clean) – 4:10
- Rock Remix featuring Missy Elliott (Dirty) – 4:10
- Rock Instrumental – 4:04
- Neptunes Ruff Remix - 4:25

## Classements
| Pays (2001/2002)                           | Meilleure position |
| ------------------------------------------ | ------------------ |
| Australie                                  | 20                 |
| Belgique (Flandre)                         | 20                 |
| Belgique (Wallonie)                        | 25                 |
| Danemark                                   | 19                 |
| Allemagne                                  | 69                 |
| Pays-Bas                                   | 34                 |
| Irlande                                    | 21                 |
| Italie                                     | 36                 |
| Nouvelle-Zélande                           | 49                 |
| Roumanie                                   | 54                 |
| Suède                                      | 48                 |
| Suisse                                     | 56                 |
| Royaume-Uni                                | 13                 |
| États-Unis Billboard Hot 100               | 28                 |
| États-Unis Billboard Hot R&B/Hip-Hop Songs | 26                 |
| États-Unis Billboard Hot Dance Club Play   | 7                  |